# How to Have Sex in an Epidemic
How to Have Sex in an Epidemic es un manual publicado en 1983, realizado por Richard Berkowitz y Michael Callen, bajo la dirección del doctor Joseph Sonnabend, para aconsejar a los hombres que tienen relaciones sexuales con hombres cómo evitar contraer el agente infeccioso que causa el SIDA. Fue una de las primeras publicaciones en recomendar el uso de condones para prevenir la transmisión de ETS en esta parte de la población, e incluso ha sido nombrada, junto con Play Fair!, como una de las publicaciones fundamentales en el advenimiento del sexo seguro moderno.
Fue coescrito por Michael Callen y Richard Berkowitz, con el asesoramiento científico del Dr. Sonnabend. El socio de Callen, Richard Dworkin, fue el editor. Tanto Callen como Berkowitz habían sido diagnosticados con SIDA cuando lo escribieron y tenían un conocimiento profundo de la cultura sexual de los hombres homosexuales y bisexuales en la ciudad de Nueva York. Sonnabend describe la relación simbiótica entre los tres como una en la que él contribuyó con información médica y científica, mientras que Callen agregó los puntos más políticos y Berkowitz, que se había educado a sí mismo con los archivos científicos de Sonnabend para su propio tratamiento, sintetizó los dos.